# ويتني سلون
ويتني سلون (بالإنجليزية: Whitney Sloan)‏ هي ممثلة بريطانية، ولدت في 21 أغسطس 1988 في لندن في المملكة المتحدة.

## وصلات خارجية
- ويتني سلون على موقع IMDb (الإنجليزية)
- ويتني سلون على موقع ألو سيني (الفرنسية)
- ويتني سلون على موقع أول موفي (الإنجليزية)
- ويتني سلون على موقع قاعدة بيانات الفيلم (الإنجليزية)
- ويتني سلون على موقع كينوبويسك (الروسية)